# Мюллер, Ганс
Ганс Мюллер (нем. Hans Müller; 1854—1897) — немецкий искусствовед и художественный критик, сын поэта Вольфганга Мюллера фон Кенигсвинтера.
Художественный критик «Frankfurter Presse». Секретарь Берлинской Академии художеств; приступил к созданию обзорного труда по её двухсотлетней истории (1696—1896), но успел выпустить только первый том — «От основания при Фридрихе III Бранденбургском до возрождения при Фридрихе Вильгельме II» (нем. Von der Begründung durch Friedrich III. von Brandenburg bis zur Wiederherstellung durch Friedrich Wilhelm II. von Preussen; Берлин, 1896).
Автор нескольких пьес.